# Aristobia horridula
Aristobia horridula es una especie de escarabajo longicornio del género Aristobia, subfamilia Lamiinae. Fue descrita científicamente por Hope en 1831.
Se distribuye por China, India, Laos, Birmania, Nepal, Sri Lanka, Tailandia y Vietnam. Mide 22-36 milímetros de longitud. El período de vuelo ocurre en los meses de mayo, junio y julio.